# Königinkloster (Wien)

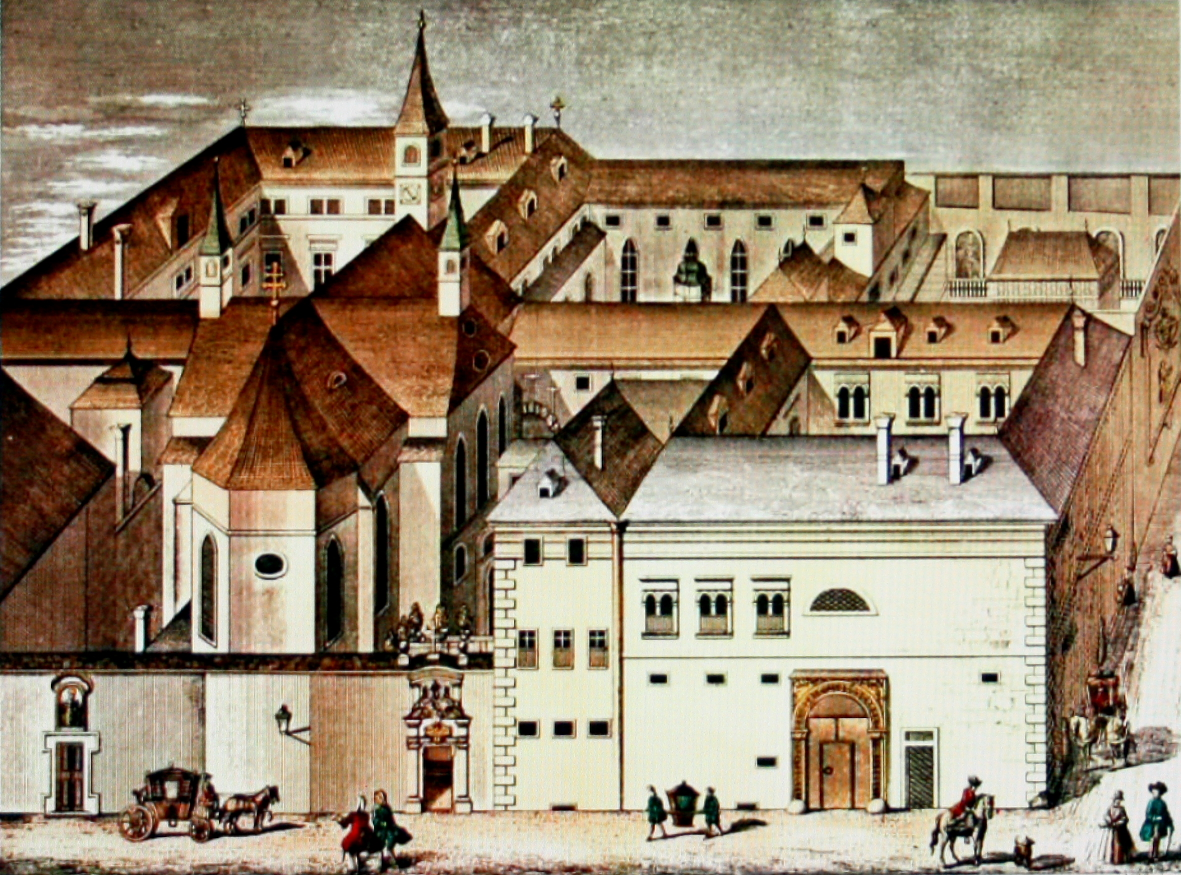
Das Nonnenkloster nach der in Herzog's Cosmographia Franciscana enthaltenen Vogelperspektive vom Jahr 1740. Blick von Osten, vorne die Dorotheergasse, rechts die heutige Stallburggasse.

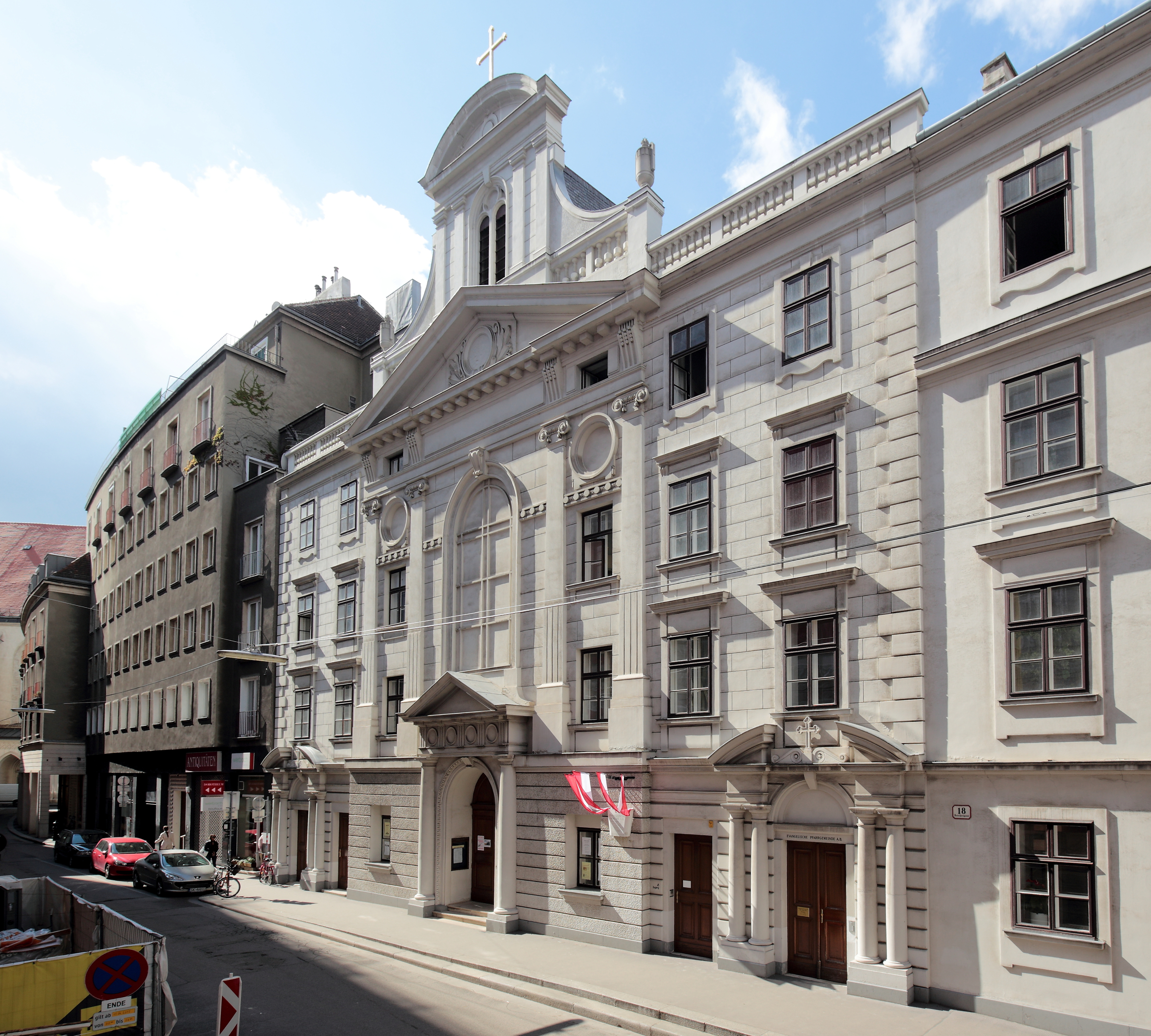
Lutherische Stadtkirche, nach 1783 aus der ehemaligen Klosterkirche des Königinklosters hervorgegangen

Das Königinkloster, eigentlich Klarissen-Kloster St. Maria, Königin der Engel, war ein Kloster der Klarissen in Wien. Es wurde um 1580 von Elisabeth von Österreich gestiftet und im Zuge der Josephinischen Reformen 1781 aufgelöst.
In der 1582 bis 1583 erbauten Klosterkirche wurde 1592 die Stifterin, Elisabeth von Österreich, beigesetzt. 1618 wurde ferner Kaiserin Anna sowie 1619 deren Gemahl Kaiser Matthias hier beigesetzt, ihre getrennt bestatteten Herzen sowie das getrennt bestattete Herz Kaiser Ferdinands II. befanden sich zunächst ebenfalls hier. Die Körper von Kaiser Matthias und Kaiserin Anna wurden 1633 in die Kapuzinergruft übertragen, die drei Herz-Urnen fanden schließlich in der Herzgruft der Habsburger in der Loretokapelle der Augustinerkirche ihren Platz. Die Gebeine Elisabeths von Österreich wurden nach der Aufhebung des Königinklosters in die Herzogsgruft des Stephansdoms umgebettet.
Nach der zwangsweise Aufhebung des Klosters 1781 im Zuge Josephinische Kirchenreformen kauften die Wiener lutherische und die reformierte Gemeinde 1783 jeweils einen Teil des ehemaligen Klosters. Die reformierte Gemeinde errichtete auf ihrem Grundstück ein Bethaus, das später zur „Reformierten Stadtkirche“ ausgebaut wurde. Das Bethaus war das Erste als solches erbaute evangelische Gotteshaus in Wien. Die lutherische Gemeinde bekam den zentralen Teil des aufgelassenen Königinklosters mit der ehemaligen Klosterkirche. Einen weiteren Teil des ehemaligen Klostergeländes erwarb der Bankier Johann von Fries, der dort das heutige Palais Pallavicini erbauen ließ. Die ehemalige Klosterkirche des Königinklosters wurde unter ihren neuen Eigentümern in der Folge als „Lutherische Stadtkirche“ adaptiert und erweitert. Da den Bestimmungen des Toleranzpatents zufolge das protestantische Gotteshaus von außen nicht als solches erkennbar sein durfte, mussten unter anderem die drei Kirchtürme der ehemaligen Klosterkirche abgetragen werden.
Auf dem ehemaligen Klosterareal befinden sich heute die Palais Pallavicini und Pálffy sowie die Lutherische und die Reformierte Stadtkirche; es wird von der Dorotheergasse, dem Josefsplatz, der Bräunerstraße und der Stallburggasse begrenzt. Visavis dem Königinkloster befand sich das Dorotheerkloster, welches ebenfalls im Zuge der Josephinischen Reformen aufgelöst wurde.
Im Jahr 1887 wurde in Wien-Mariahilf (6. Bezirk) die Königsklostergasse nach dem Kloster benannt, das ab 1582 einen Meierhof in Mariahilf besaß.